# 森本芳樹
森本 芳樹（もりもと よしき、1934年1月2日- 2012年5月29日）は、西洋史学者、九州大学名誉教授。父と母は数学者の森本清吾、治枝。兄は天文学者の森本雅樹。息子はイスラム史研究者・森本一夫。

## 略歴
東京生まれ。1956年、東京大学経済学部卒業。1961年、東京大学大学院博士課程修了。下関市立大学講師、九州大学助教授ののち、1981年7月から1997年3月まで九州大学経済学部教授、うち1994年7月から1996年6月まで経済学部長を務める。「森本の業績・牽引力によって、九州大学が東京大学や京都大学に並ぶ西洋中世史の中心的研究拠点になり得た」と評される。
1982年6月、学位論文「西欧中世経済形成過程の諸問題」により、経済学博士（東京大学）。  
1997年から2004年まで久留米大学比較文化研究所教授。

## 著書

### 単著
- 『西欧中世経済形成過程の諸問題』(木鐸社、1978年)
- 『中世農民の世界。甦るプリュム修道院所領明細帳』(世界歴史選書)(岩波書店、2003年)
- 『比較史の道。ヨーロッパ中世から広い世界へ』(創文社、2004年)
- 『西欧中世形成期の農村と都市』(岩波書店、2005年)
- 『西欧中世初期農村史の革新。最近のヨーロッパ学界から』(木鐸社、2007年)
- Etudes sur l'économie rurale du haut Moyen Age : Historiographie, régime domanial, polyptiques carolingiens (2008年)

### 編著
- 『西欧中世における都市・農村関係の研究』(九州大学出版会、1988年)
- Economie rurale et Economie urbaine au Moyen Age. Landwirtschaft und Stadtwirtschaft im Mittelalter (1994年) (A. Verhulstと共編)

## 参考資料
1. ↑  『現代日本人名録』
2. ↑  「森本芳樹氏オーラル・ヒストリー」『九州歴史学』37、2009年、49頁
3. ↑  http://steenstrup.blog.so-net.ne.jp/2009-12-01%5B%5D
4. ↑  国立国会図書館　博士論文データベース
5. ↑  「森本芳樹氏オーラル・ヒストリー」50頁